# Powiat Skierniewicki
Der Powiat Skierniewicki ist ein Powiat (Kreis) in der Woiwodschaft Łódź in Polen. Der Powiat hat eine Fläche von 756,1 km², auf der etwa 38.000 Einwohner leben.

## Gemeinden
Der Powiat umfasst neun Gemeinden, darunter eine Stadt-und-Land-Gemeinde und acht Landgemeinden.

### Stadt-und-Land-Gemeinde
- Bolimów

### Landgemeinden
- Głuchów
- Godzianów
- Kowiesy
- Lipce Reymontowskie
- Maków
- Nowy Kawęczyn
- Skierniewice
- Słupia